# 백하이
백하이(1999년 11월 22일 ~ )은 대한민국의 모델이자 배우이다.

## 드라마
- 2020년 ~ 2021년 JTBC 8부작 화요 미니시리즈 《라이브온》
- 2020년 ~ 2021년 tvN 수목 미니시리즈 《여신강림》
- 2020년 ~ 2021년 웹 드라마 《유튜브 클라쓰》
- 2021년 KBS2 금요 미니시리즈 《이미테이션》
- 2021년 ~ 2022년 SBS 일요 미니시리즈 《너의 밤이 되어줄게》
- 2022년 웹 드라마 《드림런노트》 ... 지해수 역
- 2022년 웹 드라마 《미미쿠스》

## 영화
- 2024년 영화 《빅토리》 ... 순정 역